# Dior (dal)
A Dior Pop Smoke amerikai rapper dala, amelyet 2020. február 11-én adtak ki a Victor Victor Worldwide és a Republic Records kiadókon keresztül, az utolsó kislemezként debütáló mixtape-jéről, a Meet the Wooról (2019). Drill és hiphop dal, Pop Smoke és 808Melo producer szerezte. Szerepelt második mixtape-jén, a Meet the Woo 2-n is bónuszdalként, illetve egy remixként Gunna rapperrel. Az eredeti verziót ismét megjelentették a rapper posztumusz megjelent debütáló albumán, a Shoot for the Stars, Aim for the Moonon (2020), illetve még egyszer a Faith (2021) lemeznek deluxe kiadásán.
A dal szövegében Pop Smoke a legismertebb designer ruhákról és nőkről beszél. A Diort méltatták a zenekritikusok, többen is New York-i himnusznak és a rapper ikonikus dalának nevezték. A dalt jelölték a Legjobb rapteljesítmény díjra a 63. Grammy-gálán. Nem sokkal Pop Smoke halála után, 2020. február 19-én a dal 22. helyen szerepelt a Billboard Hot 100-on és 33.-on a Brit kislemezlistán. Több másik országban is a listák legjobb ötven helyén szerepelt, beleértve Görögországot, ahol hatodik is volt. Az Amerikai Hanglemezgyártók Szövetségétől (RIAA) triplaplatina minősítést kapott.
A Dior videóklipjét JLShotThat rendezte, amelyben Pop Smoke látható, ahogy egy parkolóban és egy sztriptíz bárban táncol. George Floyd meggyilkolását követően a tüntetések és a mozgalom egyik legismertebb himnusza lett. 

## Háttér

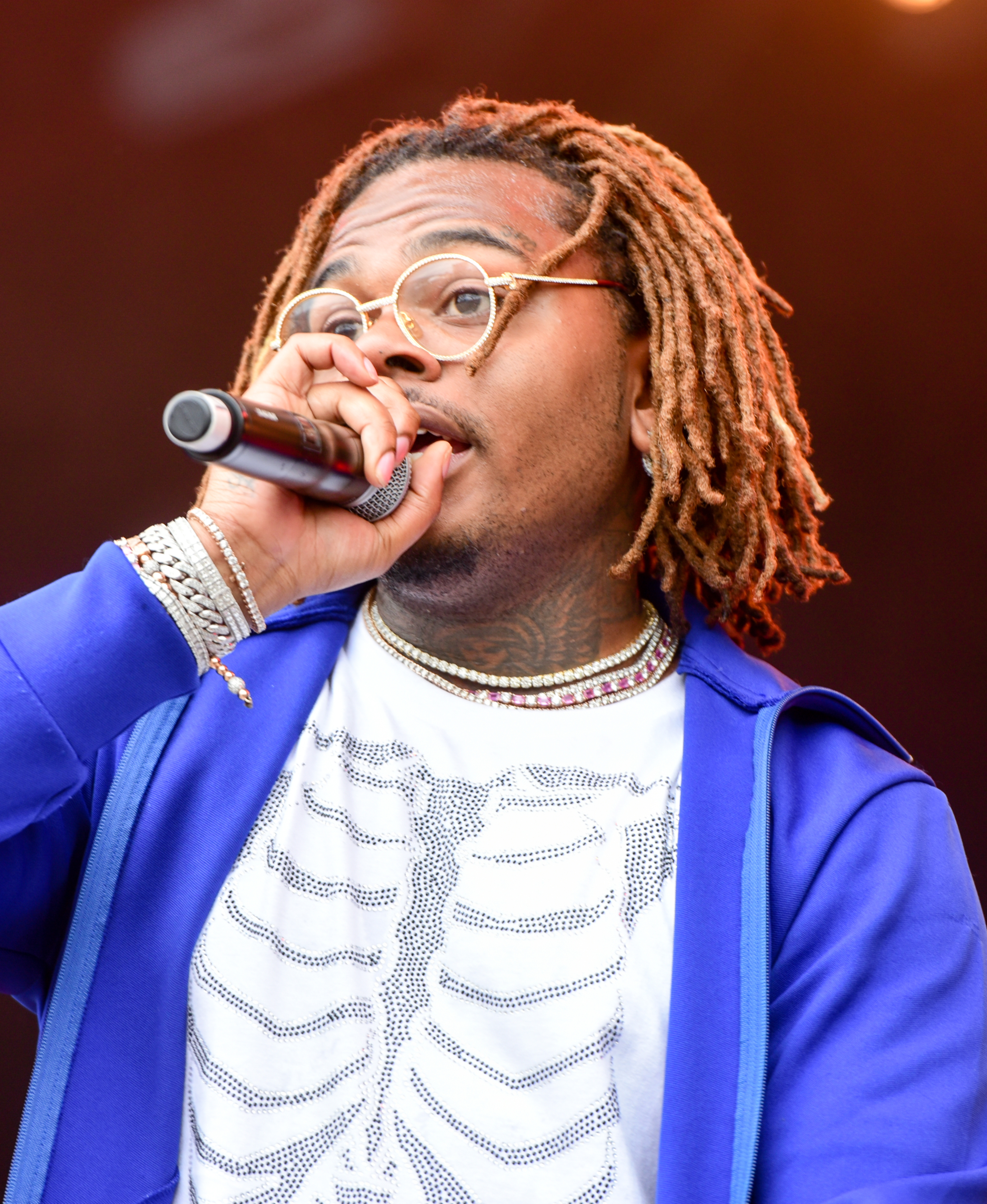
Gunna amerikai rapper közreműködött a dal remixén

Pop Smoke a Dior dalt először Steven Victor kiadóigazgatónak mutatta meg. Victor véleménye az volt, hogy a dal érdekes, de nem hitte, hogy sikeres lenne. Mikor kollégái is meghallgatták a dalt, többen is azon a véleményen voltak, hogy Pop Smoke egyik legnagyobb slágere lenne. Az igazgató még egyszer meghallgatta a dalt, ekkor már sokkal jobban tetszett neki, főleg a refrénje. Victor a dalt megmutatta a Republic Records fejeseinek, akik a Meet the Woo (2019) mixtape következő kislemezeként szerették volna megjelentetni. Victor a rapperből egy nemzetközi sztárt akart csinálni, ezért több városban is elkezdte felléptetni Pop Smoke-ot, ahol a dal egyre ismertebb lett, mint például London. A dalt több New York-i és amerikai rádióállomásnak és DJ-nek is elküldte.
2020 novemberében Pop Smoke testvére, Obasi Jackson bemutatta a Dior egy kiadatlan változatát egy Instagram adásban, amelyben új dalszöveget is lehetett hallani. 2019. július 26-án jelent meg először a dal, a Meet the Woo hatodik számaként, majd 2020. február 11-én küldték el kortárs ritmikus rádióknak az Egyesült Államokban, majd szerepelt Pop Smoke második mixtape-jén, a Meet the Woo 2-n (2020), posztumusz debütáló stúdióalbumán, a Shoot for the Stars, Aim for the Moonon (2020). A dal egy remixe Gunna közreműködésével helyet kapott a Meet the Woo 2 deluxe kiadásán. Szerepelt a Faith (2021) stúdióalbumon is bónuszdalként.

## Kompozíció és dalszöveg
A Diort Pop Smoke és 808Melo szerezte. 808Melo volt a dal producere is és ő is programozta azt. Jack Baxter és Vic Wainstein dolgoztak rajta hangmérnökként, míg Jaycen Joshua, DJ Riggins és Mike Seaberg keverték, Jacob Richards segítségével. A Dior egy drill és hiphop dal, amely felhasználja a bass wobble technikát, cintányérokat és hegedűket Peter Gundry The Coven című klasszikus zenei dalából. A hegedű hangjait visszafele lejátszva és feldarabolva lehet hallani a számon. August Brown (Los Angeles Times) kiemelte, hogy a „Tell my shooters call me FaceTime/For all the time we had to face time” sor fegyverhasználatról beszél. Alphonse Pierre (Pitchfork) azt írta, hogy a dal egy barát bebörtönzésének frusztrációjából készült el, illetve inspirálta a designer ruhák vásárlása, flörtölés és a „kijózanító valóság,” hogy ezt bármikor elvehetik tőle. Abby Monteil (The Buffalo News) azt írta, hogy Pop Smoke a dallal megmutatja mennyire szeret barátnőjének drága ajándékokat venni, olyan márkáktól, mint a Dior. Heran Mamo (Billboard) is azon a véleményen volt, hogy Pop Smoke a dalban be akarja mutatni, hogy milyen szép és drága dolgokat tud megvenni, ha akar.

## Közreműködő előadók
A Tidal adatai alapján.
| - Bashar Jackson – dalszerző, vokál - 808Melo – producer, dalszerző, programozás - Vic Wainstein – hangmérnök - Jack Baxter – hangmérnök | - Jaycen Joshua – keverő - DJ Riggins – keverő asszisztens - Mike Seaberg – keverő asszisztens - Jacob Richards – keverő asszisztens |

## Slágerlisták
| Slágerlista (2019–2022)                           | Legmagasabb pozíció |
| ------------------------------------------------- | ------------------- |
| Ausztrál kislemezlista (ARIA)                     | 48                  |
| Belga kislemezlista (Ultratip Flanders)           | 20                  |
| Belga kislemezlista (Ultratip Wallonia)           | 30                  |
| Brit kislemezlista (OCC)                          | 33                  |
| Dán kislemezlista (Tracklisten)                   | 39                  |
| Francia kislemezlista (SNEP)                      | 48                  |
| Global 200 kislemezlista (Billboard)              | 61                  |
| Görög kislemezlista (IFPI)                        | 6                   |
| Holland kislemezlista (Single Top 100)            | 64                  |
| Izlandi kislemezlista (Plötutíðindi)              | 30                  |
| Ír kislemezlista (IRMA)                           | 26                  |
| Kanadai kislemezlista (Canadian Hot 100)          | 28                  |
| Német kislemezlista (Official German Charts)      | 59                  |
| Osztrák kislemezlista (Ö3 Austria Top 40)         | 61                  |
| Portugál kislemezlista (AFP)                      | 57                  |
| Svéd Heatseeker kislemezlista (Sverigetopplistan) | 4                   |
| Svájci kislemezlista (Schweizer Hitparade)        | 42                  |
| Szlovák kislemezlista (Singles Digitál Top 100)   | 98                  |
| US Billboard Hot 100                              | 22                  |
| US Hot R&B/Hip-Hop Songs (Billboard)              | 12                  |
| US Rhythmic (Billboard)                           | 28                  |
| US Rolling Stone Top 100                          | 12                  |
| Új-zélandi kislemezlista (RMNZ)                   | 38                  |

| Év   | Slágerlisták                               | Pozíció |
| ---- | ------------------------------------------ | ------- |
| 2020 | Brit kislemezlista (OCC)                   | 76      |
| 2020 | Dán kislemezlista (Tracklisten)            | 90      |
| 2020 | Francia kislemezlista (SNEP)               | 84      |
| 2020 | Kanadai kislemezlista (Canadian Hot 100)   | 74      |
| 2020 | Svájci kislemezlista (Schweizer Hitparade) | 74      |
| 2020 | US Billboard Hot 100                       | 83      |
| 2020 | US Hot R&B/Hip-Hop Songs (Billboard)       | 39      |
| 2021 | Francia kislemezlista (SNEP)               | 128     |
| 2021 | Global 200 (Billboard)                     | 122     |

## Minősítések
| Régió                     | Minősítés       | Példányszám |
| ------------------------- | --------------- | ----------- |
| Ausztrália (ARIA)         | Platinalemez    | 70 000      |
| Dánia (IFPI Danmark)      | Platinalemez    | 90 000      |
| Franciaország (SNEP)      | Aranylemez      | 100 000     |
| Németország (BVMI)        | Aranylemez      | 200 000     |
| Olaszország (FIMI)        | Platinalemez    | 70 000      |
| Új-Zéland (RMNZ)          | Aranylemez      | 15 000      |
| Lengyelország (ZPAV)      | Platinalemez    | 50 000      |
| Portugália (AFP)          | Platinalemez    | 10 000      |
| Egyesült Királyság (BPI)  | Platinalemez    | 600 000     |
| Egyesült Államok (RIAA)   | 3× Platinalemez | 3 000 000   |
| Streaming                 |                 |             |
| Görögország (IFPI Greece) | 2× Platinalemez | 4 000 000   |
| Svédország (GLF)          | Platinalemez    | 8 000 000   |